# L'Isle-sur-la-Sorgue

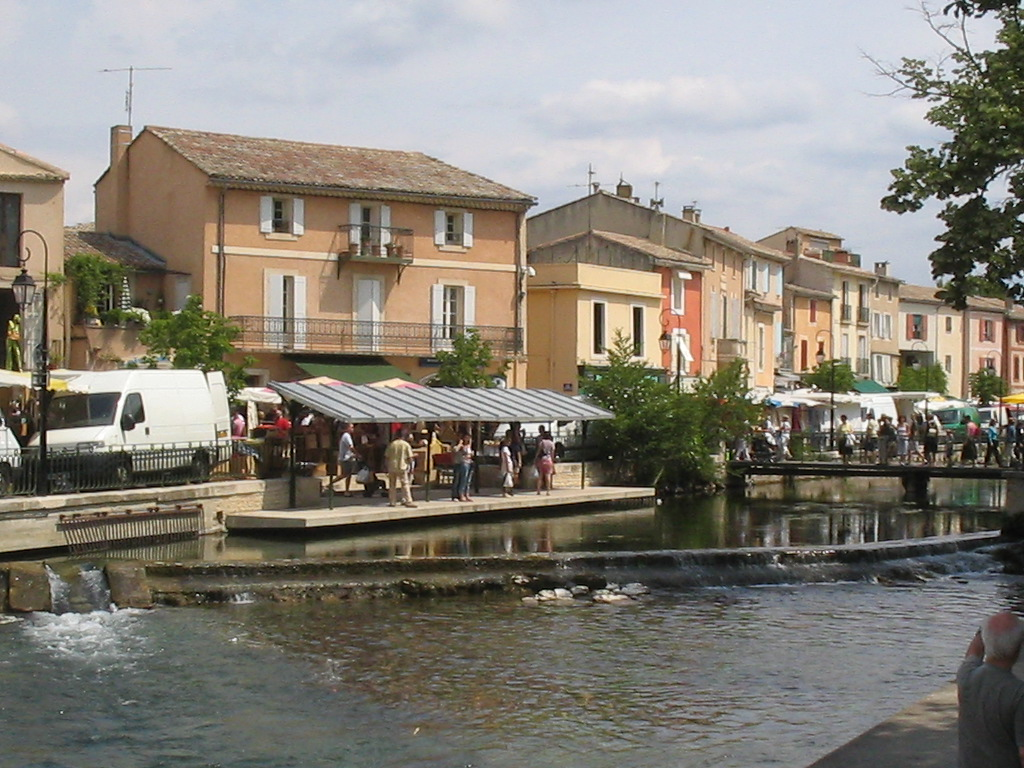
L'Isle-sur-la-Sorgue

L'Illa de Sòrga hay L'Illa de Venissa [ˈlilɔ de ˈsɔʀgɔ, ˈlilɔ de veˈnisɔ]) là một xã in the Vaucluse département in the Provence-Alpes-Côte d'Azur region ở đông nam nước Pháp. Xã này nằm ở khu vực có độ cao trung bình 52 mét trên mực nước biển.